# Bevessen

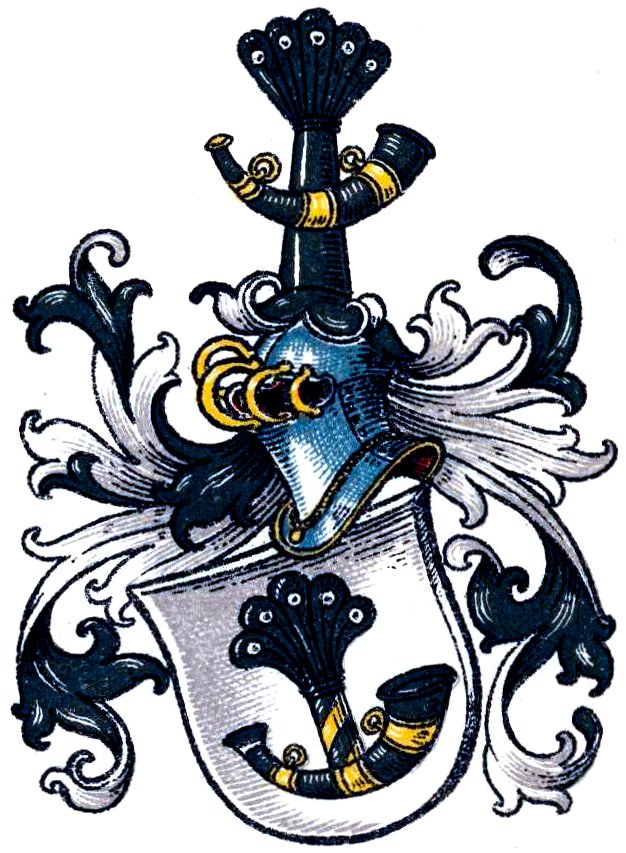
Wappen derer von Bevessen

Die Herren von Bevessen waren ein niedersächsisch-westfälisches Adelsgeschlecht.

## Geschichte
Die Herren von Bevessen waren in Osnabrück und der Grafschaft Ravensberg ansässig. Als Familienmitglieder erscheinen u. a.:
- Bernhard von Bevessen, Knappe, und dessen Ehefrau Gisela (Gysle) schenken 1348 mit Zustimmung ihrer Söhne Johann, Conrad, Bernhard, Arnold und Aswin dem Kloster Egestorf (heute: Friedrichswald (Rinteln)) zum Eintritt ihrer Töchter Alheyd und Palmenya einen Hof mit 2 Hufen in Messenkamp.[1] Bernd und Arndt von Bevessen, Knappen, verzichten 1356 auf ihre Ansprüche auf die Meierschaft über den Hof des Koke, 3 weitere Höfe und eine Wiese in Messenkamp, die ihre Eltern dem Kloster Egestorf vermacht hatten.[2]
- Lambert von Bevessen der Ältere († 1466), Ritter, bergischer Küchenmeister auf Burg Ravensberg und 1439 Amtmann im Amt Ravensberg, Hofmeister des Herzogs von Berg, Amtmann des Düsseldorfer Schlosses, Kellner und Schultheiß daselbst, Vasall der Edelherren von der Lippe, verheiratet mit einer Aleid (Adelheid)[3][4]
  - Werner von Bevessen, Sohn von Lambert dem Älteren, wuchs mit Herzog Gerhard von Jülich-Berg auf, 1451 Amtmann in bergischen Ämtern Neuenburg, Hardenberg, Steinbach, Bensberg/Porz, ab 1450 verheiratet mit Bela von Bemmelberg/Bomelberg, Erbin der Pfandschaft, Schloss und Herrschaft Hardenberg, Tochter des Ritters Henrich und der Mettel (Mechtild)[5][6]
  - Lambert von Bevessen der Jüngere († 1490), Sohn von Lambert dem Älteren, 1452 und noch 1485 Propst in Schildesche,[7] 1468 und noch 1485 Propst zu St. Johann in Osnabrück,[8] 1482 Domkantor, 1466 bis mindestens 1474 als Nachfolger seines verstorbenen Vaters Amtmann im Amt Ravensberg[9][10][11]
  - Albert von Bevessen († 1458), Sohn von Lambert dem Älteren, 1446–1456 Domdechant zu Osnabrück[12]
  - Gertrud von Bevessen, Tochter von Lambert dem Älteren, 1452 Priorin des Klosters Gehrden[13]
  - Anne von Bevessen (von Estorp), Tochter von Lambert dem Älteren, 1452 Klosterjungfer im Kloster Egestorp[14]
- Johann von Bevessen, Mitglied des Deutschen Ordens, 1451 Komtur von Windau

## Wappen
In Silber ein liegendes, schwarzes, golden umwundenes Hifthorn, dahinter ein schwarzer Pfauenwedel mit schwarzem, golden umbändertem Stiel. Auf dem Helm das Horn, dahinter eine schwarze Säule mit dem Wedel besteckt. Die Helmdecken sind schwarz-silber.